# Ned Rorem
Ned Rorem (født 15. juni 1923 i Richmond, Indiana, død 18. november 2022) var en amerikansk komponist. Rorem har skrevet hundredvis af sange, fire operaer og en del orkesterværker, bl.a. fem symfonier og klaverkoncerter. Han var neo-romantiker, men skrev ofte i en abstrakt stil som havde svært ved at finde et fokus, dog med undtagelse i orkesterværket Sunday Morning (1978). Dirigenten Leonard Bernstein uropførte hans 3. symfoni, med New York Philharmonikerne.

## Udvalgte værker
- Symfoni nr. 1 (1950) - for orkester
- Symfoni nr. 2 (1956) - for orkester
- Symfoni (Sinfonia) (1957) - for blæserorkester, pauker, slagtøj og klaver eller cembalo
- Symfoni nr. 3 (1958) - for orkester
- Strygersymfoni (1985) - for strygeorkester
- "Ørne" (1958) - for orkester
- "Søndag morgen" (1977) - for orkester
- "Luftmusik" (1974) - for orkester
- 4 klaverkoncerter (1948 - trukket tilbage, 1951, 1969, 1991) - for klaver og orkester
- Violinkoncert (1984) - for violin og orkester
- Cellokoncert (2002) - for cello og orkester
- Fløjtekoncert (2002), for fløjte og orkester
- Marimbakoncert (2003) - for marimba og orkester
- Koncert for Engelskhorn (1991-1992) - for engelskhorn og orkester
- Dobbeltkoncert (1998) - for violin, cello og orkester
- "2 digte af Edith Sitwell" (1948) - for mellemhøj stemme og klaver
- Rekviem (1948)- for stemme og klaver
- "Gloria" (1970) - for to solo stemmer og klaver
- "Ariel" (1971) - for sopran, klarinet og klaver